# 주한 오스트리아 대사관
주한 오스트리아 대사관(독일어: Österreichische Botschaft, Seoul)은 대한민국 서울특별시 종로구 세종로 1 교보생명보험 빌딩 21층에 위치하고 있는 오스트리아 대사관이다. 현직 주한 오스트리아 대사는 볼프강 앙거홀처이다.

## 역사
오스트리아와 대한민국 간의 외교 관계는 1892년 6월 23일에 조선과 오스트리아-헝가리 사이에 수호 통상 조약이 체결되면서 시작되었다. 오스트리아는 1963년 10월 18일에 대한민국과 수교했다. 대한민국은 1966년 12월 1일에 오스트리아 빈에 주오스트리아 대한민국 대사관 겸 주빈 국제 기구 대표부를 설립했고 오스트리아는 1985년 5월 14일에 대한민국 서울에 주한 오스트리아 대사관을 설립했다.

## 주요 업무
주요 업무는 대한민국 정부와의 외교 교섭과 국제 협력, 경제, 통상 교섭, 양국 문화, 학술, 체육 교류 및 협력, 외교 정책 홍보, 대한민국 거주 오스트리아 국민의 보호와 지도, 문서의 공증, 국적, 호적, 여권 및 사증 업무 등이다. 주한 오스트리아 대사관에서는 조선민주주의인민공화국과 관련된 외교 임무를 겸임하고 있다.

## 같이 보기
관련 항목
- 오스트리아의 재외공관 목록
- 대한민국 주재 외국공관 목록
- 대한민국-오스트리아 관계
- 오스트리아-조선민주주의인민공화국 관계
- 주오스트리아 대한민국 대사관 겸 주빈 국제 기구 대표부

교보생명보험 빌딩 관련
- 주한 호주 대사관
- 주한 콜롬비아 대사관
- 주한 핀란드 대사관
- 주한 리투아니아 대사관